# Na straży swej stać będę
Na straży swej stać będę – polski film wojenny z 1983 roku. Film oparto na wydarzeniach związanych z domniemaną zdradą Heleny Mathei.

## Treść
Po klęsce kampanii wrześniowej wraca Janek Klimza na swój rodzinny Górny Śląsk. Razem z grupą przyjaciół zakłada konspiracyjną organizację antyniemiecką. Wśród jej członków jest atrakcyjna Majka, która zakochuje się w Janku, ale zostaje przez niego odrzucona. Wkrótce potem gestapo dokonuje serii aresztowań wśród członków organizacji.

## Obsada[1]
- Krzysztof Kolberger – Janek Klimza
- Iwona Świętochowska – Maja Madej
- Lidia Maksymowicz – Klimzowa, matka Janka
- Marta Straszna – Helena Bielasowa, matka Herberta
- Andrzej Grabarczyk – Paulek
- Andrzej Golejewski – wikary Henryk Wyględa
- Jan Bógdoł – Klimza, ojciec Janka
- Wojciech Wysocki – Darek Madej, brat Mai
- Tomasz Dedek – Herbert Bielas
- Teresa Szmigielówna – Madejowa, matka Mai i Darka
- Dorota Kamińska – Bożena, koleżanka Mai
- Marek Skup – gestapowiec Gunter Lamers
- Piotr Dejmek – urzędnik niemiecki
- Tadeusz Chudecki – „Orlik”
- Mirosław Krawczyk – Leon Mozer
- Jan Prochyra – „Gruby”
- Grzegorz Wons – „Remiza”

## Nagrody i wyróżnienia[1]
- 1984: Koszalin (Koszaliński Festiwal Debiutów Filmowych „Młodzi i Film”) – Wyróżnienie
- 1984: Koszalin (Koszaliński Festiwal Debiutów Filmowych „Młodzi i Film”) – Nagroda Publiczności